# Nejbohatší muž v Babylóně
Nejbohatší muž v Babylóně (v anglickém originále The Richest Man in Babylon) je kniha amerického autora George Samuela Clasona z roku 1926, později mnohokrát znovuvydávána. Jedná se o knihu finančního poradenství, kdy formou příběhů ze starého Babylónu je čtenáři předkládán návod, jak peníze vydělat, udržet si je a následně investovat a obsahuje také rady kolem řešení dluhových problémů. Kniha se stala známou díky podpoře pojišťoven a bank, které financovaly její vydávání. V českém překladu Marty Kotyza vyšla kniha v letech 2006 a 2018.

## Kniha
V českém překladu má kniha 135 stran, které se člení do předmluvy, dále 10 příběhových kapitol a historického přehledu na závěr:
1. Předmluva
2. Lidská touha po zlatě
3. Nejbohatší muž v Babylónu
4. Sedm zásad
5. Setkání s bohyní štěstí
6. Pět zákonů o zlatě
7. Babylónský bankéř
8. Babylónské hradby
9. Obchodník s velbloudy
10. Z babylónských hliněných tabulek
11. Nejšťastnější člověk
12. Historický přehled

Kniha popisuje smyšlené příběhy ze starého Babylónu a učí čtenáře finanční gramotnosti, zavádí jednoduchá pravidla o nakládání s majetkem a učí, jak peníze vydělat a následně výhodně investovat.